# Воробьёво (Крым)
Воробьёво (до 1945 года Кудайгу́л; укр. Воробйове, крымскотат. Qudayğul, Къудайгъул) — село в Сакском районе Крыма (согласно административно-территориальному делению Украины — центр Воробьёвского сельского совета Автономной Республики Крым, согласно административно-территориальному делению РФ — центр Воробьёвского сельского поселения Республики Крым).

## Современное состояние

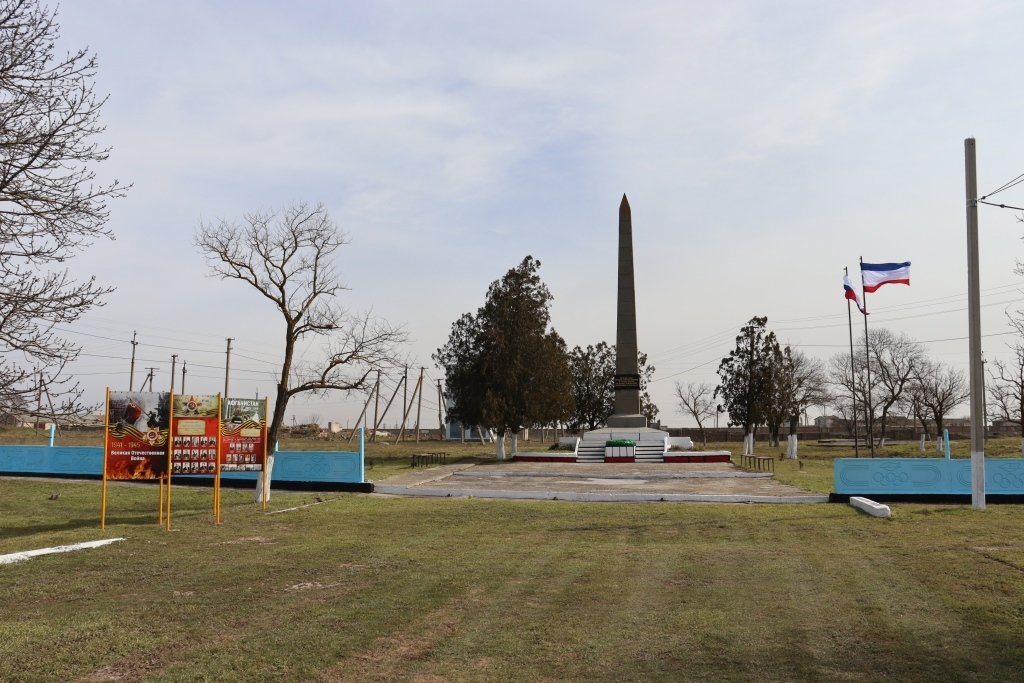
Памятный знак воинам-односельчанам, погибшим в Великую Отечественную войну, 2021 год

На 2016 год в Воробьёво 6 улиц и 6 переулков; на 2009 год, по данным сельсовета, село занимало площадь 66 гектаров, на которой в 403 дворах числилось 1108 жителей. Село связано автобусным сообщением с Евпаторией и соседними населёнными пунктами.
До 1991 года в селе размещалась центральная усадьба колхоза «Россия», было развито животноводство и виноградарство. На 1974 год в селе имелась школа с интернатом на 70 мест, дом культуры с залом на 400 мест, библиотека с книжным фондом 9,7 тыс. книг, врачебная амбулатория, детский сад «Воробушек». На 1974 год работали кинотеатр, 2 детских комбината, 3 магазина, столовая, комбинат бытового обслуживания и отделение связи. В селе действует устроенная в приспособленном здании магазина в начале 2010-х годов Ольгинская церковь.

## География
Расположено в 42 километрах (по шоссе) от райцентра города Саки, в 20 километрах от Евпатории (там же находится ближайшая железнодорожная станция), высота центра села над уровнем моря — 59 м. Транспортное сообщение осуществляется по региональной автодороге 35К-013 Черноморское — Евпатория (по украинской классификации — Т-01-08). В 1 км севернее расположен Воробьёвский участок Сакской ВЭС.

## История
Первое документальное упоминание села встречается в Камеральном Описании Крыма… 1784 года, судя по которому, в последний период Крымского ханства Харалкул входил в Байнакский кадылык Козловскаго каймаканства. После присоединения Крыма к России (8) 19 апреля 1783 года, (8) 19 февраля 1784 года, именным указом Екатерины II сенату, на территории бывшего Крымского Ханства была образована Таврическая область и деревня была приписана к Евпаторийскому уезду. После Павловских реформ, с 1796 по 1802 год, входила в Акмечетский уезд Новороссийской губернии. По новому административному делению, после создания 8 (20) октября 1802 года Таврической губернии, Кудайгул был определён центром Кудайгульской волости Евпаторийского уезда.
По Ведомости о волостях и селениях, в Евпаторийском уезде с показанием числа дворов и душ… от 19 апреля 1806 года в деревне Кудайгул числилось 35 дворов, 178 крымских татар и 11 цыган. На военно-топографической карте генерал-майора Мухина 1817 года деревня Байгул обозначена с 30 дворами. После реформы волостного деления 1829 года Кудайгул, согласно «Ведомости о казённых волостях Таврической губернии 1829 года», остался центром Кудайгульской волости. На карте 1836 года в деревне 19 дворов. Затем, видимо, вследствие эмиграции крымских татар в Турцию, деревня заметно опустела и на карте 1842 года Кудайгул обозначен условным знаком «малая деревня», то есть, менее 5 дворов.
В 1860-х годах, после земской реформы Александра II, деревню приписали к Чотайской волости. Неизвестно время появления русского населения — есть данные, что в 1865 году, но в «Списке населённых мест Таврической губернии по сведениям 1864 года», составленном по результатам VIII ревизии 1864 года, Кудайгул — уже владельческая русская деревня, при колодцах, с 4 дворами и 19 жителями. По обследованиям профессора А. Н. Козловского 1867 года, вода в колодцах деревни была «хорошая, пресная», а их глубина достигала 20—25 саженей (42—53 м). На трехверстовой карте Шуберта 1865—1876 года в деревне Кудайгул 11 дворов. В «Памятной книге Таврической губернии 1889 года», по результатам Х ревизии 1887 года, в деревне Кодайгул числилось 12 дворов и 85 жителей. Согласно энциклопедическому словарю «Немцы России» в 1888 году крымские немцы лютеране и католики арендовали здесь 3090 десятин (за 1/10 часть урожая — десятинное село, также называлось Кудайгул-Данахозовка).
Земская реформа 1890-х годов в Евпаторийском уезде прошла после 1892 года, в результате Кудайгул приписали к Донузлавской волости.
По «…Памятной книжке Таврической губернии на 1900 год» в деревне числилось 107 жителей (в графе число дворов стоит прочерк), по энциклопедическому словарю в 1905 — 46, а в 1911—100 жителей. По Статистическому справочнику Таврической губернии. Ч.II-я. Статистический очерк, выпуск пятый Евпаторийский уезд, 1915 год, в Донузлавской волости Евпаторийского уезда числились 2 одноимённых экономии Кадайгул: братьев Абрама и Ильи Танагоз (8 дворов, 53 приписных и 55 посторонних жителей) и Шишмана Бераха Моисеевича (6 дворов, 32 приписных и 79 посторонних жителей) (согласно энциклопедическому словарю «Немцы России» — 88 человек в 1915-м и 236 в 1918 году).
После установления в Крыму Советской власти, по постановлению Крымревкома от 8 января 1921 года № 206 «Об изменении административных границ» была упразднена волостная система и село вошло в состав Евпаторийского района Евпаторийского уезда, а в 1922 году уезды получили название округов. 11 октября 1923 года, согласно постановлению ВЦИК, в административное деление Крымской АССР были внесены изменения, в результате которых округа были отменены и произошло укрупнение районов — территорию округа включили в Евпаторийский район. Согласно Списку населённых пунктов Крымской АССР по Всесоюзной переписи 17 декабря 1926 года, в селе Кудайгул I, Болек-Аджинского сельсовета Евпаторийского района, числилось 28 дворов, из них 26 крестьянских, население составляло 153 человека, из них 117 немцев, 31 русский и 5 украинцев. Время образования Кадайгульского сельсовета пока не установлено, но на 1940 год он уже существовал (в коем состоянии село пребывает всю дальнейшую историю). По данным всесоюзная перепись населения 1939 года в селе проживало 344 человек.
Вскоре после начала Великой Отечественной войны, 18 августа 1941 года крымские немцы были выселены, сначала в Ставропольский край, а затем в Сибирь и северный Казахстан. В годы войны на фронтах сражались 34 жителя села, 15 из них погибли. В их честь в 1967 году в центре села установлен памятный знак в виде обелиска с мемориальными досками с надписями и списком фамилиями погибших воинов. Постановлением Совета министров Республики Крым № 627 от 20 декабря 2016 года памятник отнесён к категории объектов культурно-исторического наследия России регионального значения.
После освобождения Крыма от фашистов, 12 августа 1944 года было принято постановление № ГОКО-6372с «О переселении колхозников в районы Крыма» и в сентябре 1944 года в район приехали первые новосёлы (150 семей) из Киевской и Каменец-Подольской областей, а в начале 1950-х годов последовала вторая волна переселенцев из различных областей Украины. Указом Президиума Верховного Совета РСФСР от 21 августа 1945 года Кудайгуль был переименован (в честь бывшего секретаря Евпаторийского райкома, а в годы Отечественной войны политработника, батальонного комиссара М.В Воробьёва, который погиб в боях) в Воробьево и Кудайгульский сельсовет — в Воробьевский. С 25 июня 1946 года в составе Крымской области РСФСР. 26 апреля 1954 года Крымская область была передана из состава РСФСР в состав УССР. 1 января 1965 года, указом Президиума ВС УССР «О внесении изменений в административное районирование УССР — по Крымской области», Евпаторийский район был упразднён и село включили в состав Сакского (по другим данным — 11 февраля 1963 года). По данным переписи 1989 года в селе проживало 1795 человек. С 12 февраля 1991 года село в восстановленной Крымской АССР, 26 февраля 1992 года переименованной в Автономную Республику Крым. С 21 марта 2014 года в составе Крыма аннексировано Россией.

## Население
| 2001 | 2014  |
| ---- | ----- |
| 1048 | ↗1085 |

Всеукраинская перепись 2001 года показала следующее распределение по носителям языка
| Язык             | Процент |
| ---------------- | ------- |
| русский          | 54.01   |
| украинский       | 23.66   |
| крымскотатарский | 19.56   |
| другие           | 0.1     |

### Динамика численности
| - 1805 год — 189 чел. - 1864 год — 19 чел. - 1889 год — 85 чел. - 1900 год — 107 чел. - 1905 год — 46 чел. - 1915 год — 85 чел./88 чел. - 1918 год — 236 чел. | - 1926 год — 153 чел. - 1939 год — 344 чел. - 1974 год — 836 чел. - 1989 год — 1795 чел. - 2001 год — 1048 чел. - 2009 год — 1108 чел. - 2014 год — 1085 чел. |